# Conservadores Alemanes
Los Conservadores Alemanes (del alemán: Deutsche Konservative) fue un partido político alemán existente entre 2009 y 2023. Hasta 2014 existió bajo el nombre Partido Conservador Alemán (del alemán: Deutsche Konservative Partei).

## Historia
El partido fue fundado en 2009 por exmiembros del Partei Rechtsstaatlicher Offensive, originalmente bajo el nombre de Partido Alemán - Conservadores. Sin embargo no fue inscrito por el Servicio Electoral, ya que el nombre de Partido Alemán ya estaba ocupado. Como consecuencia, adoptó el nombre Deutsche Konservative Partei, y posteriormente en 2014 el de Deutsche Konservative.
Participó en las Elecciones estatales de Berlín de 2011 y obtuvo 608 (0,0%) votos directos y 2332 (0,2%) votos de lista.
El 14 de enero de 2012, la Alianza de Centro se integró al partido. En enero de 2013, el partido anunció su intención de fusionarse, a su vez, con la Alianza Panteras Grises. En febrero de 2013, sin embargo, anunció que iba a abandonar el proyecto de fusión por el momento.
En 2023, el partido anunció su disolución para final de año.
Al momento de su disolución contaba con organizaciones estatales en Baden-Wurtemberg, Baviera, Berlín, Hamburgo, Hesse, Baja Sajonia, Renania del Norte-Westfalia y Schleswig-Holstein.